# Santa Cruz da Vitória
Santa Cruz da Vitória é um município brasileiro do estado da Bahia.
Sua população é de 4 681 habitantes, de acordo com o Censo 2022 do Instituto Brasileiro de Geografia e Estatística (IBGE).

## Economia
Em 2021, o município de Santa Cruz da Vitória tinha um produto interno bruto (PIB) de R$ 71,1 milhões, segundo o IBGE. Em 2021, tinha um PIB per capita de R$ 11 405,46.

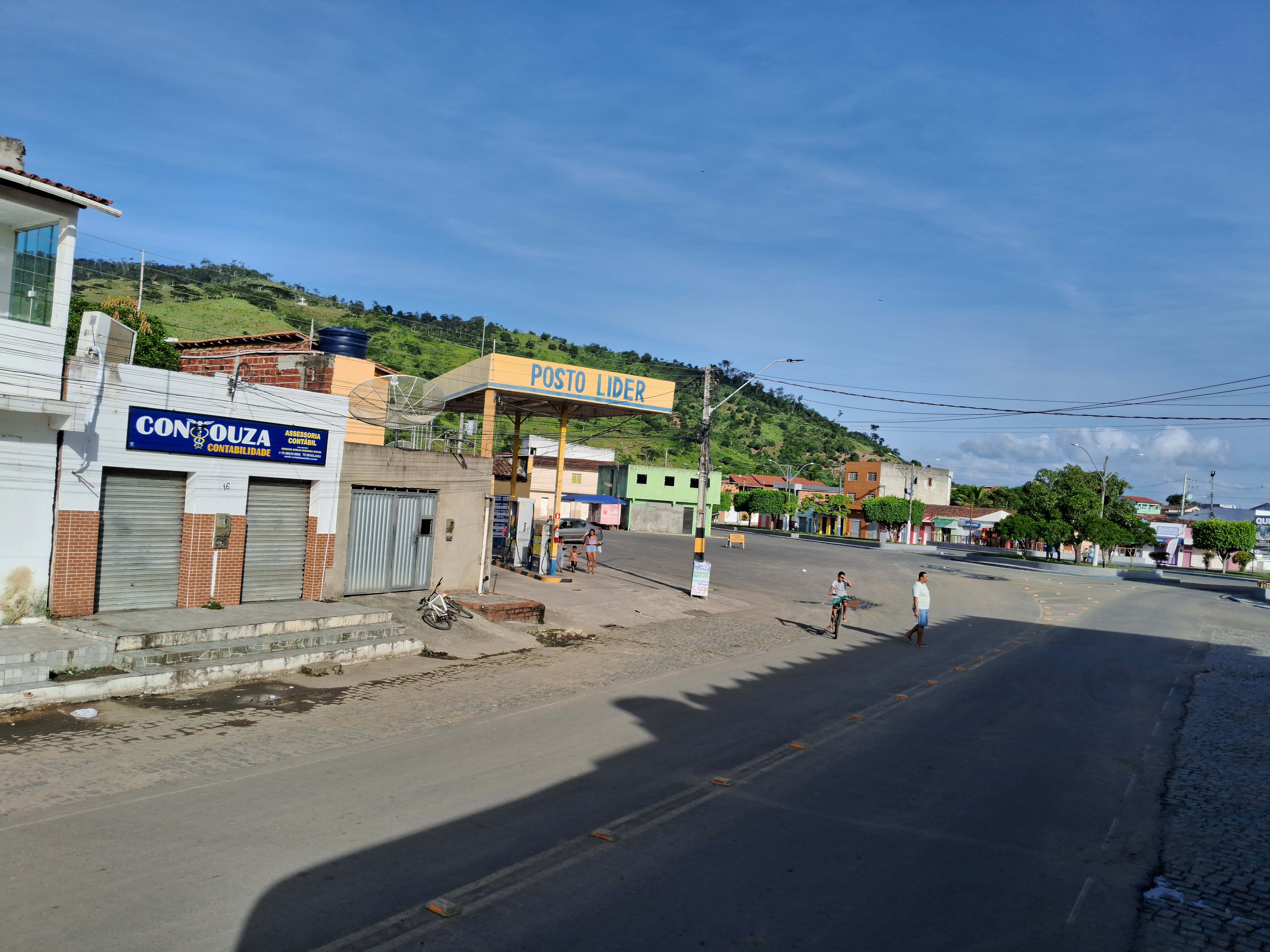
Centro de Santa Cruz da Vitória. Ao fundo, Posto Lider Santa Cruz
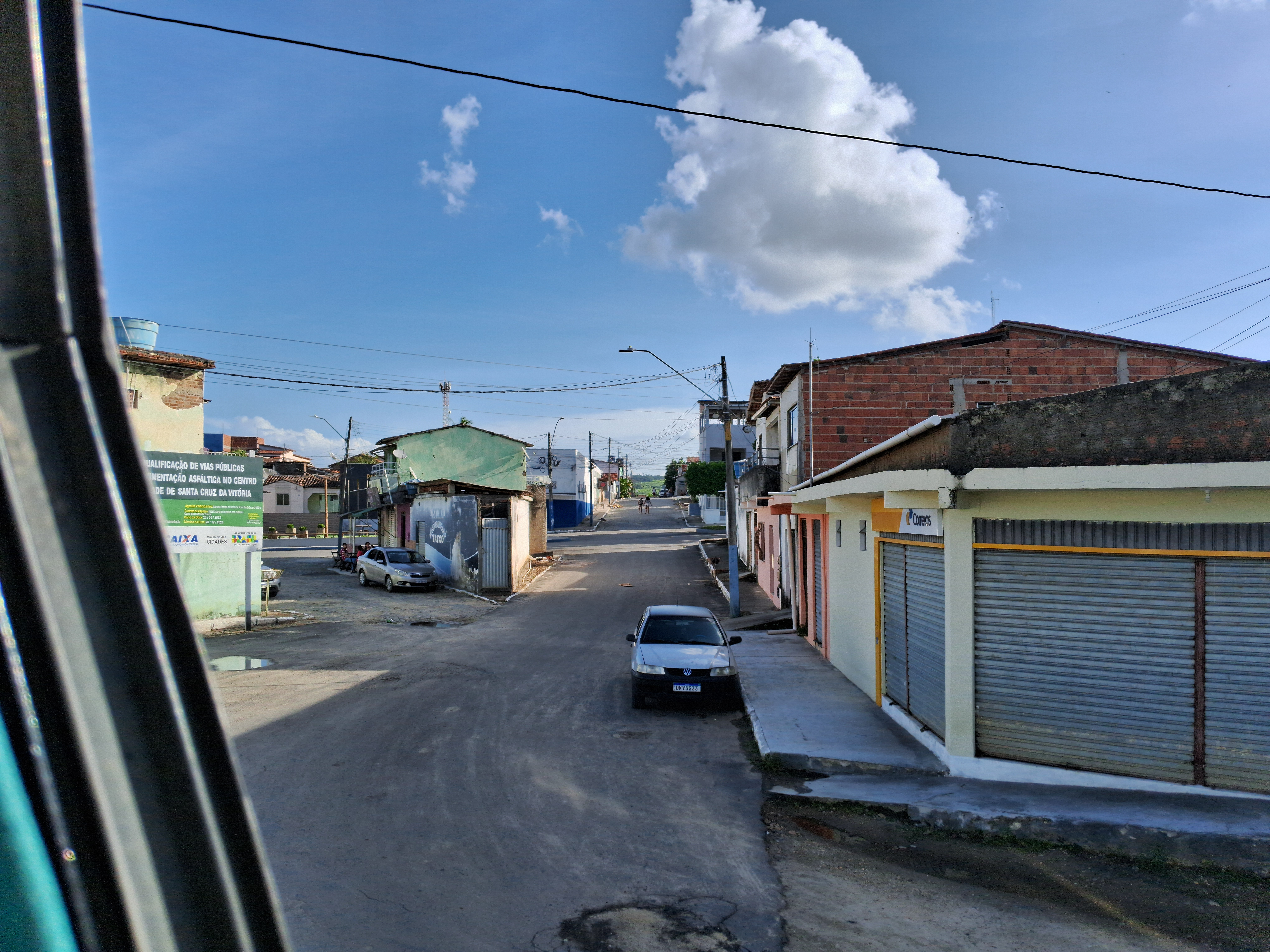
Parte da cidade